# EWS
Early warning score eller early warning system (EWS), engelska för tidiga varningssystem, är system som används i sjukvården för att snabbt bedöma och hantera akut sjukdom.
Den första EWS presenterades år 1997 i Storbritannien. Modified early warning score (MEWS) är ett annat system som har använts i hög utsträckning bland annat i Sverige. År 2012 ersattes MEWS av national early warning score (NEWS) som utvecklades i Storbritannien. I slutet av år 2017 kom NEWS2 som är en reviderad version av NEWS och implementerades i Storbritannien under 2018. I Sverige infördes NEWS2 nationellt under 2018–2019.
Det finns särskilda NEWS vid graviditet (obstetrisk NEWS) och versioner för barn och ungdomar som PEWS (paediatric early warning score) och sedan år 2021 Swe-PEWS (svensk pediatric early warning score).
Ytterligare ett liknande system är triageinstrumentet RETTS (rapid emergency triage and treatment system).
Tidiga varningssystem baseras på en poängsättning av vitalparametrar som andningsfrekvens, syremättnad, temperatur, systoliskt blodtryck, puls och medvetandegrad. Poängbedömningen sker efter en särskild mall. Totalsumman av dessa utgör NEWS-poängen. Den totala NEWS-poängen vid bedömningstillfället ger en riskkategorisering.
Bilden nedanför visar bedömningsmallen för NEWS2:
| Fysiologiska parametrar                    | 3     | 2      | 1         | 0         | 1                | 2                | 3              |
| ------------------------------------------ | ----- | ------ | --------- | --------- | ---------------- | ---------------- | -------------- |
| Andningsfrekvens                           | ≤8    |        | 9-11      | 12-20     |                  | 21-24            | ≥25            |
| Syremättnad 1                              | ≤91   | 92-93  | 94-95     | ≥96       |                  |                  |                |
| Syremättnad 2(används på läkarordination*) | ≤83   | 84-85  | 86-87     | 88-92     | 93-94 med syrgas | 95-96 med syrgas | ≥97 med syrgas |
| Tillförd syrgas                            |       | Ja     |           | Nej       |                  |                  |                |
| Systoliskt blodtryck                       | ≤90   | 91-100 | 101-110   | 111-219   |                  |                  | ≥220           |
| Pulsfrekvens**                             | ≤40   |        | 41-50     | 51-90     | 91-110           | 111-130          | ≥131           |
| Medvetandegrad***                          |       |        |           | Alert     |                  |                  | CVPU           |
| Temperatur                                 | ≤35,0 |        | 35,1-36,0 | 36,1-38,0 | 38,1-39,0        | ≥39,1            |                |

- *Syremättnad 2 används endast efter läkarordination vid låg habituell syremättnad t.ex. KOL
- **Om hjärtfrekvens mäts skall detta användas istället för pulsfrekvens i denna parameter
- ***Medvetandegrad: A=alert, C=confusion (nytillkommen eller färvärrad förvirring), V=voice (reagerar med ögonöppning, tal eller rörelse vid tilltal/kraftiga tillrop), P=pain (reagerar vid smärtstimulering), U=unresponsive (reagerar ej vid tilltal/smärtstimulering)